# Egiryn
Egiryn – minerał z grupy krzemianów łańcuchowych, zaliczany do grupy piroksenów – klinopiroksen. Minerał należy do grupy minerałów rzadkich.
Wraz z jadeitem oraz kosmochlorem tworzy szereg jadeitu.

## Nazwa
Pierwszy raz została opisana próbka pozyskana z Rundemyr, Øvre Eiker, Buskerud, w Norwegii w 1835 roku. Minerał swoją nazwę wywodzi od Ägira, nordyckiego boga morza. Czasami można spotkać się z nazwą minerału akmit (z (gr.) ἀκμή - "punkt, krawędź"), co nawiązuje do pokroju kryształów.

## Właściwości
Często tworzy kryształy tabliczkowe, listewkowe, igiełkowe, długosłupkowe, których wierzchołek stanowi wydłużona piramida. Występuje w postaci włosków lub delikatnych włókien, które łączą się w skupienia włókniste o barwach od ciemnozielonej do zielonoczarnej. Często wykazuje prążkowanie zgodne z wydłużeniem słupa. Jest kruchy, przeświecający.

## Występowanie
Występuje w skałach magmowych, zasobnych w alkalia (skały alkaliczne) zwłaszcza w sód. Bywa spotykany w granitach, granodiorytach, pegmatytach, trachitach.
Miejsca występowania: Norwegia – Skaadoe, Brevig, Grenlandia, Rosja – Półwysep Kolski, USA – Arkansas, Montana, Zambia, Norwegia, Kanada.
W Polsce – został stwierdzony w rejonie Cieszyna i Żywca w Beskidach.

## Zastosowanie
- interesuje naukowców,
- poszukiwany i ceniony przez kolekcjonerów.